# Mitologia maia

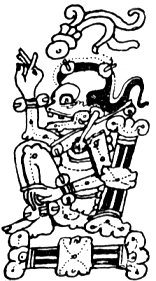
Ah Puch, al Còdex de Dresden.

La mitologia maia es refereix a les extensives creences politeistes de la civilització maia precolombina. Aquesta cultura mesoamericana va seguir amb les tradicions de la seva religió des de fa 3.000 anys fins al segle x, i inclòs algunes d'aquestes tradicions es continuen explicant com a històries fantàstiques pels maies moderns.
Tan sols tres textos maies complets han sobreviscut a través dels anys i, per tant, el coneixement de la mitologia maia disponible en l'actualitat és molt limitat. Això és degut al fet que la majoria van ser cremats pels espanyols durant la invasió.
El Popol Vuh (o "Llibre del Consell dels indis quitxé") relata els mites de la creació de la Terra, les aventures dels déus bessons, i la creació del primer home.
Els llibres de Chilam Balam també contenen informació sobre la mitologia maia, generalment descriuen les tradicions d'aquesta cultura.
Un altre text important per a la comprensió de la mitologia maia és Les cròniques de Chacxulubchen..
Té alguns punts en comú com la mitologia asteca sense deixar de ser dos mitologies clarament diferenciades: ambdues religions creuen que els déus han creat i destruït el món diverses vegades i tracten de calmar-los amb sang humana mitjançant sacrifici d'éssers humans.

## Descripció general

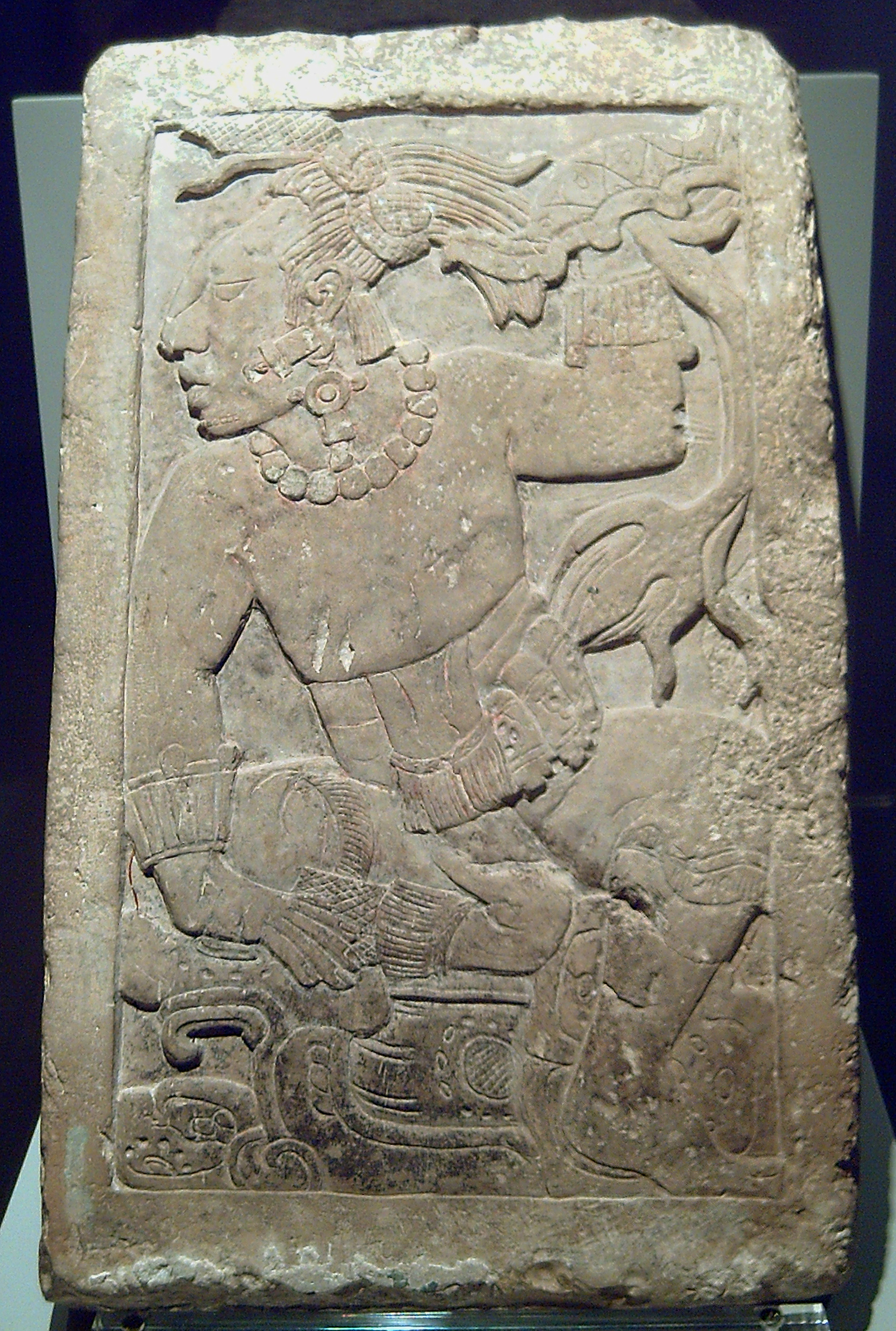
Estela de Madrid amb un Bacab en un baix relleu procedent de Palenque, al Museu d'Amèrica de Madrid.

Principalment els déus són representants de la naturalesa. Alguns déus van tenir diversos aspectes basats en les quatre direccions cardinals. Hi havia tretze déus de tretze cels i nou déus de nou mons terrenals. Els elements naturals, els estels i els planetes, els nombres, les collites, els dies del calendari i els períodes del temps tenien els seus propis déus.
La història maia de la creació dels quitxés és el Popol Vuh. En aquest es descriu la creació del món a partir del no res per la voluntat del panteó maia de déus.
Després de la història de la creació, el Popol Vuh narra les aventures dels llegendaris herois bessons, Hunahpú i Ixbalanqué, les quals van consistir a derrotar els Senyors de Xibalbá, del món terrenal. Aquests són dos punts focals de la mitologia maia que apareixen amb freqüència representats en l'art maia.

## Mite de la creació
En la mitologia maia, Tepeu i Gucumatz (equivalents al Quetzalcoatl dels asteques) són referits com els creadors, els fabricants, i els avantpassats. Eren dos dels primers éssers que van existir i es diu que eren tan savis com antics. Huracà, o el "cor del cel", també va existir tot i que se li dona menys personificació. Ell actua més com una tempesta (de les quals és el déu).
Tepeu i Gucumatz realitzen una reunió i decideixen que, per tal de preservar la seva herència, han de crear una raça d'éssers que puguin adorar-los. Huracà realitza el procés de creació mentre Tepeu i Gucumatz el dirigeixen. La Terra i els animals són creats. L'home és creat primer de fang, però es desfà. Llavors convoquen a altres déus i creen l'home a partir de fusta, però aquest no té cap ànima i no és capaç d'adorar-los. Finalment l'home és creat a partir del blat de moro per un nombre major de déus i el treball és complet.

## Déus importants
- Itzamna: déu primordial. Té forma d'home vell.[5]

### Els tres primers déus creadors
1. Gucumatz: És el déu de les tempestes. Va crear vida per mitjà de l'aigua i va ensenyar als homes a produir foc. També és conegut amb el nom de Gucamatz.
2. Huracan: El seu nom significa "el d'una sola cama". És el déu del vent, la tempesta i el foc. Va provocar la Gran Inundació després que els homes van fer enfadar els déus. Suposadament va viure en les boirines sobre les aigües torrencials i va repetir "terra" fins que la terra va emergir dels oceans. També és conegut com: Hurakan, Huracan, Tohil, Bolon Tzacab i Kauil.
3. Tepeu: És el déu del cel.

### Els set segons déus creadors
1. Alom
2. Bitol - Déu del cel. Entre els déus creadors, va ser el que va donar forma a les coses.
3. Gucamatz
4. Huracan
5. Qaholom
6. Tepeu
7. Tzacol

### Els tretze últims déus creadors
1. Ajbit
2. Ajtzak
3. Alom
4. Bitol
5. Chirakan-Ixmucane
6. Gucumatz
7. Hunahpu-Gutch
8. Huracan
9. Ixpiyacoc
10. Tepeu
11. Tzacol
12. Xumucane

### Els Bacabs
Els Bacabs (els quatre déus que van sostenir la cantonada del món) eren els quatre fills de Itzamna i Ixchel. Van sostenir el cel en cada una de les quatre direccions, i cada un va ser associat a un color i a un segment del calendari maia.
| Bacab         | Punt Cardinal | Color   | Anys  |
| Hozanek       | Sud           | Groc    | Cauac |
| Hobnil (Chac) | Est           | Vermell | Kan   |
| Zac Cimi      | Oest          | Negre   | Ix    |
| Can Tzicnal   | Nord          | Blanc   | Mulac |

Es poden trobar referències als Bacabs en els escrits de l'historiador del Segle XVI Diego de Landa i en les històries maies col·leccionades al Chilam Balam. En algun moment, els germans es van relacionar amb al figura de Chac, el déu maia de la pluja. A Yucatán, Chan Kom es refereix als quatre pilars del cel como als quatre Chacs. També es creu que van ser déus jaguar, i que estan relacionats amb l'apicultura. Com molts altres déus, els Bacab eren importants en les cerimònies d'adivinació, i se'ls feien preguntes sobre els grans, el clima i la salut de les abelles.

### Altres déus
- Ixtab[cal citació]
- Ixchel: deessa de la Lluna.
- Xaman Ek: déu de l'estrella polar. Protegeix als comerciants durant els viatges de llarga durada.[5]